# Phedimus odontophyllus
Phedimus odontophyllus är en fetbladsväxtart som först beskrevs av Fröderstr., och fick sitt nu gällande namn av H. 't Hart. Phedimus odontophyllus ingår i släktet fetblad, och familjen fetbladsväxter. Inga underarter finns listade i Catalogue of Life.